# Districtul Mae Phrik
Mae Phrik (în thailandeză แม่พริก) este un district (Amphoe) din provincia Lampang, Thailanda, cu o populație de 17.149 de locuitori și o suprafață de 538,921 km².

## Componență
Districtul este subdivizat în 4 subdistricte (tambon), care sunt subdivizate în 29 de sate (muban).
| Nr. | Nume                | În thailandeză | Sate | Locuitori |
| --- | ------------------- | -------------- | ---- | --------- |
| 1.  | Mae Phrik           | แม่พริก          | 10   | 7,045     |
| 2.  | Pha Pang            | ผาปัง           | 05   | 1,903     |
| 3.  | Mae Pu              | แม่ปุ            | 06   | 4,316     |
| 4.  | Phra Bat Wang Tuang | พระบาทวังตวง    | 08   | 3,885     |